# Dayah
Dayah is een bestuurslaag in het regentschap Pidie van de provincie Atjeh, Indonesië. Dayah telt 257 inwoners (volkstelling 2010).